# Javier Beirán Amigo
Javier Beirán Amigo (Madrid, 22 de maig de 1987) és un basquetbolista espanyol. Juga d'aler i el seu primer equip va ser el del seu col·legi el Nostre Senyor Del Record. Després va jugar sis anys en les categories inferiors del Reial Madrid abans d'arribar al seu club actual, el Club Baloncesto Estudiantes. És fill de l'ex jugador de bàsquet José Manuel Beirán, medallista de plata en els Jocs Olímpics de Los Angeles.

## Trajectòria
- 2001-02 Reial Madrid B. Cadet
- 2002-03 Reial Madrid. Cadet
- 2003-04 Reial Madrid. Júnior
- 2004-05 Reial Madrid. Júnior
- 2005-06 Eba. Adecco Estudiantes.
- 2006-¿? Acb. Club Baloncesto Estudiantes.

## Internacionalitats
- Selecció d'Espanya sub20.

## Palmarès
- 2006 Circuit sub20. Adecco Estudiantes. Campió.
- 2007 Campionat d'Europa sub20. Selecció d'Espanya. Fa una novació Gorica (Eslovènia). Medalla d'argent.